# Воивози (Шимијан)
Воивози (рум. Voivozi) насеље је у Румунији у округу Бихор у општини Шимијан. Oпштина се налази на надморској висини од 121 m.

## Становништво
Према подацима из 2002. године у насељу је живело 481 становника.

### Попис2002.
| Расподела становништва по националности 2002.‍ | Расподела становништва по националности 2002.‍ | Расподела становништва по националности 2002.‍ | Расподела становништва по националности 2002.‍ | Расподела становништва по националности 2002.‍ |
| --------------------------------------------- | --------------------------------------------- | --------------------------------------------- | --------------------------------------------- | --------------------------------------------- |
|                                               |                                               |                                               |                                               |                                               |
| Румуни                                        | Румуни                                        |                                               | 421                                           | 87,7%                                         |
| Мађари                                        | Мађари                                        |                                               | 59                                            | 12,3%                                         |